# La Concepción, Santa Inés Ahuatempan
La Concepción är en ort i Mexiko.   Den ligger i kommunen Santa Inés Ahuatempan och delstaten Puebla, i den sydöstra delen av landet, 160 km sydost om huvudstaden Mexico City. La Concepción ligger 1 811 meter över havet och antalet invånare är 508.
Terrängen runt La Concepción är huvudsakligen kuperad, men den allra närmaste omgivningen är platt. Runt La Concepción är det ganska tätbefolkat, med 86 invånare per kvadratkilometer. Närmaste större samhälle är Santa Inés Ahuatempan, 2,9 km norr om La Concepción. I omgivningarna runt La Concepción växer huvudsakligen savannskog.